# Freylange
Freylange (prononcé /frε.lɑ̃ʒ/, en luxembourgeois Frällen, en allemand Freylingen/Freilingen) est un village belge situé dans la ville d'Arlon en province de Luxembourg et Région wallonne.
Avant la fusion des communes de 1977, Freylange faisait partie de la commune de Heinsch.

## Toponymie
- Frilengis (1272)

## Démographie
Freylange compte 829 habitants au 31 décembre 2012.

## Curiosités
- l'église Saint-Paulin
- le bois du Beynert